# Brady Russell
Brady Russell (Camp Pendleton, 31 agosto 1998) è un giocatore di football americano statunitense che milita nel ruolo di tight end per i Seattle Seahawks della National Football League (NFL).

## Carriera

### Philadelphia Eagles
Al college Russell giocò a football a Colorado. Dopo non essere stato scelto nel Draft NFL 2023 firmò con i Philadelphia Eagles. Fu svincolato il 29 agosto 2023 dopo di che rifirmò con la squadra di allenamento.

### Seattle Seahawks
Il 20 settembre 2023 Russell firmò con il roster attivo dei Seattle Seahawks. Con essi debuttò come professionista subentrando nella gara del terzo turno contro i Carolina Panthers. Da quel momento disputò tutte le restanti partite della stagione, chiusa con 15 presenze, nessuna delle quali come titolare, senza ricevere alcun passaggio.